# Chemin de fer Jura-Simplon

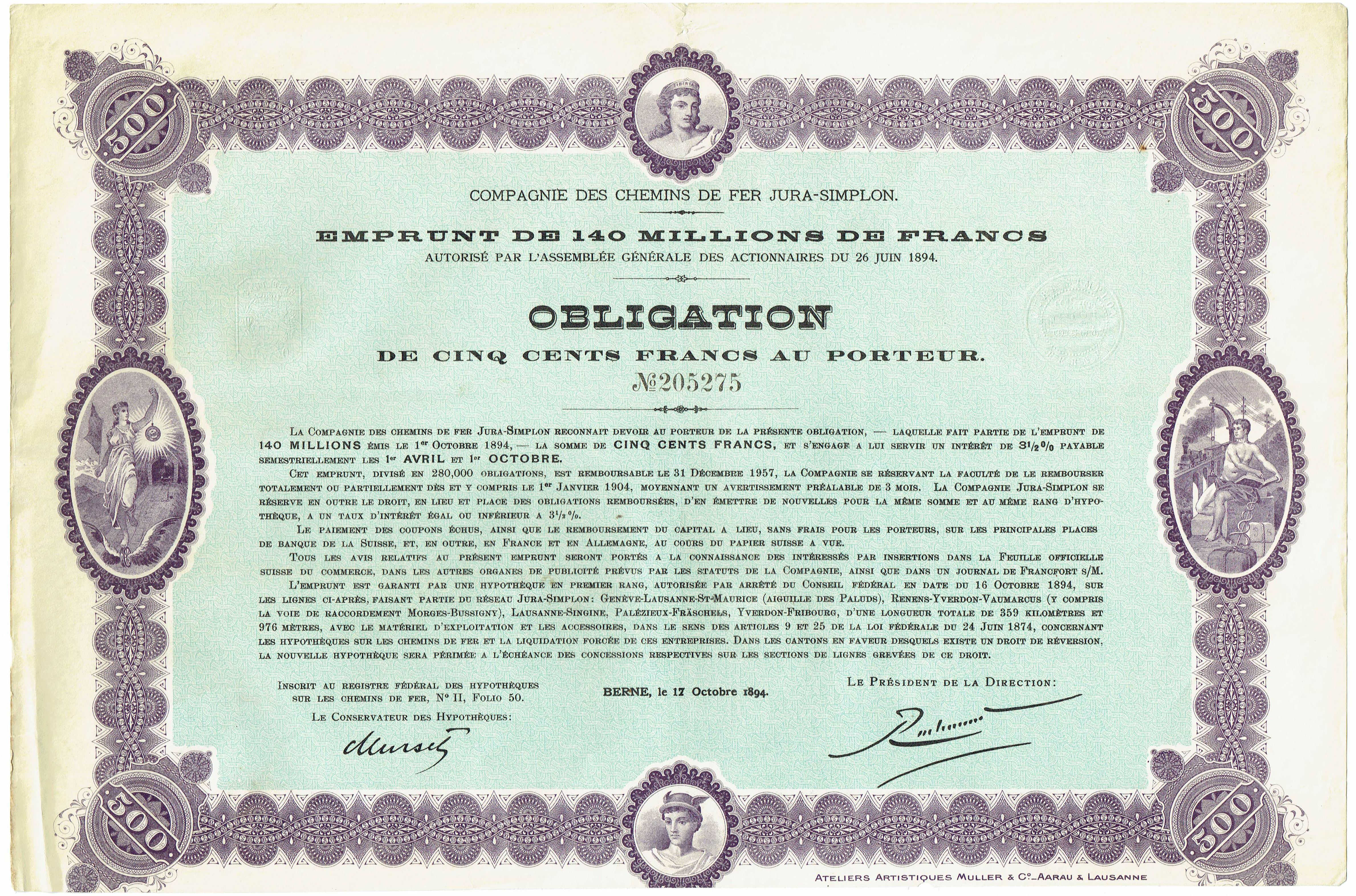
Obligation de la Compagnie des Chemins de Fer Jura-Simplon en date du 17 october 1894.

Le Chemins de fer Jura-Simplon (en abrégé JS) était une compagnie de l'entreprise ferroviaire suisse antérieure à la nationalisation de 1902, créée en 1890 par la fusion de la Compagnie de la Suisse occidentale et du Simplon (SOS) et de la Compagnie du Jura Berne Lucerne (JBL).

## Historique
À l'époque, les concessions pour les lignes de chemin de fer étaient accordées par les cantons jusqu'en 1872. Le Valais octroya le 11 janvier 1853, une concession pour une ligne partant du Bouveret pour rejoindre Sion. Un des promoteurs de la construction ferroviaire en Valais fut en l'extravagant Monsieur Adrien de La Valette. En 1858, il créa la Compagnie de la Ligne d'Italie qui construisit la ligne tout d'abord jusqu'à Martigny en 1859 puis Sion, l'année suivante et Sierre en 1868. À la suite de la faillite de la société, le Canton du Valais accorda une nouvelle concession à la Compagnie internationale d'Italie en 1866. Cette dernière fut retirée en décembre 1872. À la suite d'enchères, la Compagnie du Simplon est devenue adjudicataire de la ligne le 16 mars 1874. Elle continua la construction de la ligne de Sierre pour arriver en ville de Brigue en 1878. La partie Bouveret à Saint-Maurice est devenue la Ligne du Tonkin.
Une autre liaison vers le Simplon était en construction depuis Villeneuve par la Compagnie Ouest-Suisse qui ouvrit le premier tronçon jusqu'à Bex en 1857. Trois ans plus tard, la liaison Lausanne-Saint-Maurice était établie. En 1855, la Compagnie Ouest-Suisse (SO) mit en service une ligne entre Yverdon et Morges en passant par Bussigny (près de Lausanne, 1er mai). Et le 14 avril 1858, elle inaugurait la ligne Morges à Coppet puis Coppet - Versoix le 21 avril et Versoix - Genève, le 25 juin de la même année. Le 1er janvier 1872, la Compagnie prendra le nom de Compagnie de Suisse Occidentale après sa fusion avec la Compagnie Lausanne Fribourg Berne (frontière cantonale). La ligne Genève - Lausanne a été mise en double voie complète en 1879 et électrifiée en 1925. La ligne Lausanne - Fribourg fut inaugurée le 3 septembre 1862.
Deux décrets du Grand Conseil bernois (1867 et 1873) donnent à la Compagnie du Jura bernois l'autorisation de construire la ligne de Bienne à Porrentruy et Delle en France, avec l'ouverture des tronçons Delle-Porentruy en 1872, Bienne-Sonceboz-Tavannes en 1874, Delémont-Bâle en 1875, Tavannes-Delémont en 1876, Delémont-Glovelier en 1876 et Glovelier-Porrentruy en 1877. Après l'absorption de la Compagnie Berne-Lucerne, elle prend le nom de Compagnie Jura-Berne-Lucerne (JBL). La liaison Berne - Lucerne a été réalisée depuis la localité de Gümligen, sur la ligne Berne-Thoune, vers Langnau en 1864. Le second tronçon Langnau - Lucerne a été mis en exploitation le 1er août 1875.
De nouvelles difficultés financières pour la Compagnie du Simplon, l'amènent à fusionner, en 1881, avec la Compagnie de la Suisse Occidentale. La société prendra le nom de Société Suisse Occidentale & Simplon. Une nouvelle fusion voit le jour le 1er janvier 1890 avec la Compagnie Jura-Berne-Lucerne et Pont-Vallorbe (ouverte en 1886), devenant la prestigieuse Chemin de fer Jura-Simplon.
Après avoir déposé une demande en 1891 qui aboutit en 1895 par une convention binationale entre la Suisse et l'Italie attribuant au Chemin de fer Jura-Simplon la concession entre Brigue et Domodossola à la condition qu'il trouve le financement pour le percement du tunnel du Simplon, la société commence les travaux en 1898.
Elle est incorporée le 1er mai 1903 dans les Chemins de fer fédéraux (CFF).
Le réseau exploité par cette compagnie comptait 937 km.

## Source
- « Compagnie du Jura-Simplon » dans le Dictionnaire historique de la Suisse en ligne.
- (de) Banque de données, Via Storia

1. ↑  Jura–Bern–Luzern, Bahndaten Via Storia
2. ↑  Les Chemins de fer actuels et disparus du Bas-Valais, Éditions Revue du Rail, Aigle, 1973
3. ↑  Arrêt du Tribunal fédéral du 28 février 1880
4. ↑  En train à travers la Suisse, Willy Zeller, Walter Trüb, Éditions Ringier 1977
5. ↑  Les 150 ans de la ligne Lausanne-Genève [PDF]
6. ↑  Journal de Genève, le 6 septembre 1862
7. ↑  Dictionnaire du Jura, Chemins de fer
8. ↑  RailMap CFF
9. ↑   Traité entre la Suisse et l’Italie pour la construction et l’exploitation d’un chemin
de fer à travers le Simplon de Brigue à Domodossola